# Козловка 1-ша
Козловка 1-ша (рос. Козловка 1-я) — присілок в Котлаському районі Архангельської області Російської Федерації.
Населення становить 25 осіб. Входить до складу муніципального утворення Котласький муніципальний округ.

## Історія
До 2022 року входило до складу муніципального утворення Сольвичегодське поселення.

## Населення
| 2002 | 2010 | 2012 |
| ---- | ---- | ---- |
| 18   | ↘17  | ↗25  |